# Tero Mäntylä
Tero Mäntylä (* 18. April 1991 in Seinäjoki) ist ein finnischer Fußballspieler. 

## Karriere

### Vereine
Tero Mäntylä begann seine Karriere in seiner Geburtsstadt Seinäjoki, im Westen von Finnland gelegen. Dort gab er bereits im Alter von 15 Jahren sein Debüt im Herrenbereich des Vereins der zu diesem Zeitpunkt noch als TP-Seinäjoki in der Kakkonen antrat. Nachdem er 24 Spiele in der Dritthöchsten Spielklasse in Finnland absolviert hatte, wechselte der 16-jährige im Februar 2008 nach England in die Jugend des FC Portsmouth. Bei den Pompeys absolvierte er anschließend nur neun Partien für die Reservemannschaft, sodass er den Verein im August 2010 in Richtung Inter Turku verließ. In der restlichen Saison 2010 absolvierte er neun Spiele in der Veikkausliiga. In der darauf folgenden Spielzeit 2011 wurde er mit dem Verein Vizemeister hinter HJK Helsinki. Mäntylä kam dabei auf 23 Einsätze. Nach insgesamt 33 Ligaspielen wechselte der Innenverteidiger am Saisonende 2011 nach Bulgarien zu Ludogorez Rasgrad. Trotz der Rolle des Ergänzungsspieler der Innenverteidiger in der Liga hinter Alexandre Barthe, Cosmin Moți, Ľubomír Guldan und Guilherme Choco zählte er im Europapokal zum Stammspieler. In seiner Zeit in Rasgrad feierte er drei Meisterschaften in Folge sowie zwei Pokal- und Supercupsiege. Im Sommer 2014 wechselte Mäntylä nach Norwegen zum Aalesunds FK und kehrte im August 2017 zu seinem ehemaligen Verein FC Inter Turku zurück. Dort blieb er zwei Jahre und wechselte dann zum Helsingfors IFK. Die Saison 2021 verbrachte er wieder bei seinem Heimatverein SJK Seinäjoki, wo sein Vertrag im Anschluss auslief.

### Nationalmannschaft
Tero Mäntylä spielte zu Beginn seiner Nationalmannschaftskarriere für die Finnische U-21. Im Mai 2014 debütierte er in der finnischen A-Nationalmannschaft gegen Tschechien. Er war dabei neben Tapio Heikkilä und Tim Väyrynen einer von drei Spielern die ihr Länderspieldebüt gaben. Ein weiteres Spiel absolvierte er unter Nationaltrainer Mixu Paatelainen gegen Litauen beim Baltic Cup 2014.

## Erfolge
- Bulgarischer Meister: 2012, 2013, 2014
- Bulgarischer Pokalsieger: 2012, 2014
- Bulgarischer Supercup: 2012, 2014
- Finnischer Pokalsieger: 2018